# Alessio Bombaci
Alessio Bombaci (Castroreale, 27 agosto 1914 – Napoli, 20 gennaio 1979) è stato un turcologo e arabista italiano.

## Biografia
Professore ordinario di Lingua e letteratura turca all'Istituto Universitario Orientale di Napoli dal 1954, fu Direttore del principale Ateneo orientalistico italiano tra il 1961 e il 1967.
Formatosi come cultore del cosiddetto "tripode islamico" (arabo, persiano e turco), egli predilesse quest'ultima cultura, pur senza mai dimenticare le altre due. S'iscrisse quindi nella medesima linea di studi turcologici e lungo il sentiero tracciato dal suo Maestro Luigi Bonelli e degnamente continuato da Ettore Rossi, arricchendosi dei contributi scientifici di altri studiosi orientalisti, quali Aldo Gallotta, Ugo Marazzi, Giacomo E. Carretto, Giampiero Bellingeri, Michele Bernardini, Ayse Saraçgil, Matthias Kappler, Lea Nocera e Nicola Melis.
Alessio Bombaci si occupò prevalentemente del ricco e prolungato periodo classico ottomano, realizzando un vasto numero di articoli e saggi di spessore storico e linguistico internazionale.
Dal 1970 assicurò il suo alto magistero all'originale opera di edizione del testo del geografo arabo al-Idrīsī, attivo in Sicilia alla corte del re normanno Ruggero II: impresa congiuntamente garantita dall'Istituto Universitario Orientale stesso e dall'Is.M.E.O. di Roma, alla quale parteciparono anche i suoi colleghi Umberto Rizzitano, Laura Veccia Vaglieri e Roberto Rubinacci. 

Fu maestro di Aldo Gallotta, che nello stesso Ateneo manterrà fino alla sua prematura morte l'alto livello raggiunto dagli studi turcologici in Italia.

## Opere scelte
- "La dottrina storiografica di Ibn Khaldun", su: Annali della Scuola Normale di Pisa, XV, 1946.
- "Postille alla traduzione della Muqaddimah di Ibn Haldun", su: AION, n.s. III, 1949.
- "The Kufic inscription in persian verses in the court of the royal palace of Mas'ud III at Ghazni", su: Roma, Is.M.E.O., 1966.
- Storia della letteratura turca: dall'antico impero di Mongolia all'odierna Turchia, Milano, Sansoni Nuova accademia, 1956, 2ª ed. 1969.
- "Le fonti turche della battaglia delle Gerbe", su: Rivista degli Studi Orientali, XIX-XX.
- "Venezia e l'impresa turca di Otranto", su: Rivista storica italiana, 1954.
- (con Stanford J. Shaw), L'Impero ottomano, Torino, Unione Tipografico-Editrice Torinese, 1981.
- E. Rossi e A. Bombaci, Elenco dei drammi religiosi persiani (fondo mss. Vaticani Cerulli), Città del Vaticano, 1961.